# Salt Mobile
Pour les articles homonymes, voir Salt.
Salt (anciennement Orange Suisse) est une entreprise de télécommunications suisse. Elle est le troisième opérateur de téléphonie mobile en Suisse, avec 17 % de part de marché, derrière Swisscom avec 58 % et Sunrise avec 25 % (31 décembre 2018).
L'entreprise est renommée Salt en 2015 à la suite de son rachat par Xavier Niel.

## Histoire
Orange Suisse, filiale du britannique Orange UK, devient le troisième opérateur de téléphonie mobile en Suisse en juin 1999. La société est détenue par Orange UK (42,5 %), VIAG devenu E.ON (42,5 %), Banque cantonale vaudoise (10 %) et Swissphone (5 %).
Orange acquiert 85 % de la société en 2000 à la suite de l'acquisition de Orange UK et au rachat de la part détenue par E.ON.
Orange revend la société en 2012 à Matterhorn Mobile, filiale de Apax Partners pour 2 milliards CHF (1,6 milliard EUR). La marque Orange continue d'être utilisée sous licence.
En décembre 2014, Xavier Niel, via sa holding NJJ, annonce le rachat de la société pour 2,8 milliards CHF (2,3 milliards EUR).
Orange Suisse appartient intégralement à la société du Français Xavier Niel depuis le 23 février 2015, à la suite du feu vert du transfert de concession accordé le 12 février 2015 par la Commission fédérale de la communication (ComCom).
L'entreprise change de nom le 23 avril 2015 : elle s'appelle désormais Salt. Dès l'annonce du changement de nom le 23 avril 2015 jusqu'au 27 avril 2015, l'ensemble des magasins Orange en Suisse sont fermés pour mettre à jour leurs enseignes.
En mars 2017 Xavier Niel fait remonter 500 millions de CHF de dividende dans sa holding NJJ Capital, en ponctionnant 100 millions de CHF dans la trésorerie de la société, et 400 millions de CHF en dettes nouvelles pour Salt. Ces dividendes permettant de couvrir en partie l'emprunt lié au rachat deux ans auparavant. les analystes de CreditSights estiment que le ratio dette nette sur EBITDA passe de 4,4 fois à 5,3 fois et risque de conduire l'opérateur à un sous-investissement dans le réseau.
En mai 2019, Cellnex Telecom rachète les pylônes de télécommunications à Salt en Suisse et à Iliad (autre entreprise appartenant en majorité à Xavier Niel) en France et en Italie pour 2,7 milliards d'euros.
En février 2021, l'enquête OpenLux indique que la holding personnelle de Xavier Niel, NJJ Capital, détient Salt Mobile par l'intermédiaire d'un montage financier utilisant quatre sociétés domiciliées au Luxembourg, un paradis fiscal. Si NJJ dément en tirer un quelconque avantage fiscal, Le Monde souligne que trois autres sociétés luxembourgeoises appartenant à des proches de Xavier Niel — anciens ou actuels cadres d'Iliad — ont servi à prendre des parts dans Salt Mobile et permettront à leurs propriétaires de bénéficier de la fiscalité allégée du Grand-Duché,,.

## Part de marché Reseau Mobile
| Nombre d'abonnés par opérateur Source Commission Fédérale de la Communication ComCom, pour la Suiss en 2018 |

Avec environ 11,2 millions d’abonnements pour une population totale de 8,53 millions d’habitants, les principaux fournisseurs téléphonie mobile  en Suisse sont :
- Swisscom 58.3%
- Salt Mobile 17%
- Sunrise 24.9%

## Internet Fibre Optique
L'entreprise lance avec la Salt Fiber Box une offre avec une connexion fibre optique à une vitesse de 10 Gbit/s, incluant les appels illimités vers les réseaux fixe et mobile et une offre de TV avec 220 chaines, en partenariat avec Swiss Fibre Net (SFN), le 20 mars 2018. L'Apple TV 4K est incluse dans l’abonnement internet Salt car Apple avait annoncé le 4 juin 2018, lors de sa conférence annuelle le partenariat avec Salt Suisse.

## Réseau mobile
Salt a annoncé début 2023 atteindre une couverture de 99,9 % de la population et offrir des débits allant jusqu’à 750 Mbit/s sur la base de signaux agrégés 3G, 4G et 5G.

## Marques
En Suisse, Salt Mobile propose des produits et services issus de son cœur de métier sous la marque principale Salt. Salt commercialise également des produits et services sous les marques tierces telles que GoMo, Lidl Connect et Post Mobile (ex DasAbo). Outre ces trois marques du groupe Salt, le réseau mobile est partagé avec d'autres MVNO, dont VTX, iWay et Lycamobile.

## Identité visuelle
Jusqu'en avril 2015, l'entreprise utilise le logo de la franchise Orange. Après son renommage, elle présente un nouveau logotype.

Premier logo de 1999 à 2015.
Deuxième logo depuis 2015.

## Fréquences
Salt utilise les fréquences suivantes depuis la dernière attribution en 2012:
| Bande de fréquences | Salt   |
| ------------------- | ------ |
| 800 MHz             | 20 MHz |
| 900 MHz             | 10 MHz |
| 1 800 MHz           | 50 MHz |
| 2 100 MHz           | 40 MHz |
| 2 600 MHz           | 40 MHz |